# John Devereaux
John Devereaux (nacido el 17 de enero de 1962 en Brooklyn, Nueva York) es un exjugador de baloncesto estadounidense. Con 2.05 de estatura, su puesto natural en la cancha era el de ala-pívot.

## Trayectoria
- 1984-1985 Pallacanestro Varese
- 1985-1986 Pallacanestro Aurora Desio
- 1985-1986  Jersey Jammers
- 1986-1987 Caja de Ronda
- 1987-1988 Bayer Leverkusen
- 1988-1989 CB Valladolid
- 1989-1991 Cholet Basket
- 1990-1991 Pallalcesto Amatori Udine
- 1991-1992 Columbus Horizon
- 1992-1993  Hasselt
- 1992-1993 ASA Sceaux
- 1993-1995 Club de Regatas San Nicolás
- 1995-1996 Peñarol de Mar de Plata
- 1997-1998 Obras Sanitarias